# Tàu kéo

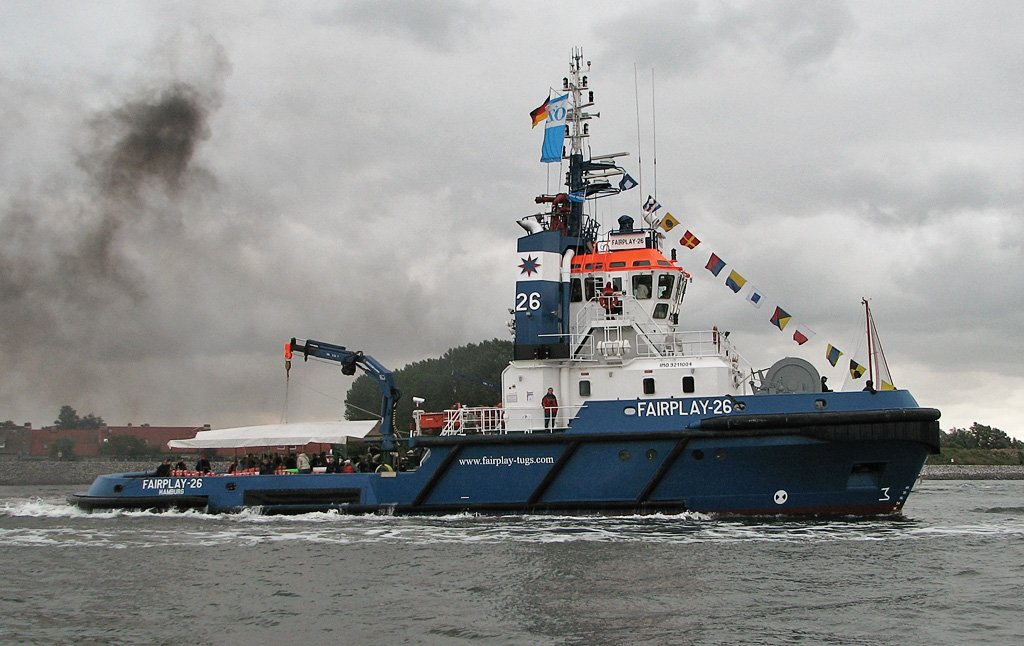
Tàu giòng tại Đức

Tàu kéo, tàu lai dắt hay tàu giòng là loại tàu có máy và dụng cụ như dây xích hoặc thừng bện cùng những thiết bị cơ khí để kéo hay đẩy các phương tiện nổi trên mặt nước mà không tự hành như: xà lan, phà, đốc nổi, cần cẩu nổi, bè, mảng. Tàu giòng còn có chức năng cứu nạn khi tàu bị hỏng máy hay mắc cạn, không vận hành được. Mũi tàu giòng vì vậy thường độn thêm lốp xe hoặc đệm cao su để khi áp lại đẩy tàu khác sẽ không bị thiệt hại.